# The Empyrean
The Empyrean is het tiende solo-album van John Frusciante. Het album werd wereldwijd op 20 januari 2009 uitgebracht door Record Collection. Frusciante heeft aangegeven niets te voelen voor een tour specifiek voor dit album, omdat hij zich wil concentreren op het schrijven en opnemen van nieuwe nummers.
Het album is tussen 2006 en 2008 onregelmatig opgenomen. Het is een conceptalbum dat, volgens Frusciante, zowel muzikaal als lyrisch een verhaal vertelt. The Empyrean bevat een versie van Song to the Siren, dat in 1970 door Tim Buckley werd uitgebracht. Ook zijn er enkele gastmuzikanten te bewonderen op het album, zoals (maar niet gelimiteerd tot) Frusciantes mede-bandlid Flea en vrienden Josh Klinghoffer en voormalig The Smiths-gitarist Johnny Marr.
Door een fabrieksfout werd de uitgave van het album (in onder meer de Verenigde Staten en veel landen in Europa) uitgesteld tot 27 januari 2009.

## Tracklist
Alle nummers zijn geschreven door John Frusciante, tenzij anders aangegeven.
1. "Before the Beginning" - 9:08
2. "Song to the Siren" (Tim Buckley, Larry Beckett) - 3:33
3. "Unreachable" - 6:10
4. "God" - 3:23
5. "Dark/Light" - 8:30
6. "Heaven" - 4:03
7. "Enough of Me" - 4:14
8. "Central" - 7:15
9. "One More of Me" - 4:05
10. "After the Ending" - 3:57
11. "Today" (Japanese Bonus Track) - 4:38
12. "Ah Yom" (Japanese Bonus Track) - 3:17

## Credits
- Adam Samuels — Recording Engineer
- Anthony Zamora - Production Coordination
- Dave Lee — Instrument Technician
- Donald Taylor and the New Dimension Singers - Backing Vocals
- Flea — Bass on "Unreachable," "God," "Heaven," and "Enough of Me"
- John Frusciante — Zang, Elektrische gitaar, Akoestische gitaar, keyboards, piano, Basgitaar, Synthesizers, Drummachine
- Johnny Marr — Lead guitar on "Enough of Me" and "Central"
- Josh Klinghoffer — Keyboard, Drums, orgel, Piano, Synthesizers, Backing Vocals
- Ryan Hewitt — Recording Engineer
- Sonus Quartet — Strings

## Hitnotering
| "The Empyrean" in de Nederlandse Album Top 100 - binnen: 31-01-2009 | "The Empyrean" in de Nederlandse Album Top 100 - binnen: 31-01-2009 | "The Empyrean" in de Nederlandse Album Top 100 - binnen: 31-01-2009 |
| Week                                                                | 01                                                                  |                                                                     |
| ------------------------------------------------------------------- | ------------------------------------------------------------------- | ------------------------------------------------------------------- |
| Nummer                                                              | 61                                                                  | uit                                                                 |